# Foieni
Foieni é uma comuna romena localizada no distrito de Satu Mare, na região histórica da Transilvânia. A comuna possui uma área de 40.37 km² e sua população era de 1854 habitantes segundo o censo de 2007.